# Chaotianmen
Chaotianmen (mandarinski: 朝天门长江大桥) je most koji na rijekama Yangtze i Jialing u kineskoj pokrajini Chongqing. Most je građen od prosinca 2004. do 29. travnja 2009. godine. Poznat je po tome što je most s najvećim lukom na svijetu od 552 metra što je dva metra više od mosta Lupu, dug je 1741 metar.

## Vanjske poveznice
|  | Zajednički poslužitelj ima još gradiva o temi Chaotianmen |